# María Teresa Bermejo Hernández
María Teresa Bermejo Hernández, (Salamanca, 1919 - Barcelona, 20 d'octubre de 2013) va ser una activista cultural, col·laboradora de l'historiador i crític d'art Rafael Santos Torrella.

## Biografia
Nascuda a Salamanca, va estudiar Medicina, tenia coneixements musicals i parlava alemany. Va ser professora d'aquesta llengua a l'institut de Burgos. Durant els anys 1940 i 1944 va col·laborar, en qualitat de traductora, als periòdics de Salamanca El Adelanto i la Estafeta Literaria. Allà, a l'any 1943, va conèixer qui seria el seu futur marit, el crític d'art i poeta, Rafael Santos Torroella. A partir d'aleshores es va convertir en la seva col·laboradora en bona part dels projectes. A l'any 1947, es van instal·lar a Barcelona i, per iniciativa de Josep Maria Junoy, van fundar l'Editorial Cobalto. Junoy n'era el director, Rafael Santos Torroella el subdirector i María Teresa Bermejo, la secretaria. A l'any 1948 Junoy va abandonar l'editorial i Rafael Santos Torroella i María Teresa Bermejo van convertir-se en els responsables del projecte.
A l'any 1950, María Teresa Bermejo es va casar amb Rafael Santos Torroella. Joan Miró va ser el padrí de la cerimònia. Van fixar la seva residència a la ciutat comtal, al carrer Muntaner. En el transcurs de la seva vida, Maria Teresa Bermejo es va vincular molt a les activitats professionals del seu marit, i de manera especial a la gestió de la col·lecció d'art que conjuntament havien creat i a la custòdia dels arxius documentals que havien generat o aplegat.
En els anys previs al traspàs de Rafael Santos Torroella, i de manera més intensa després de la mort del seu marit el 2003, Maite Bermejo va negociar amb diferents institucions per tal de garantir la unitat del seu llegat i la seva disposició pública.
Va morir a Barcelona, el dia 20 d'octubre de 2013, a l'edat de 94 anys.

## Arxiu i Biblioteca Rafael i María Teresa Santos Torroella
L'any 2014 l'Ajuntament de Girona, en paral·lel a l'adquisició del fons artístic Santos Torroella, va rebre en donació l'Arxiu i Biblioteca Rafael i María Teresa Santos Torroella per part dels hereus de María Teresa Bermejo. Els treballs de tractament són a càrrec de l'Arxiu Municipal de Girona.

### Fons Documental
El fons documental de l'Arxiu i Biblioteca Rafael i María Teresa Santos Torroella inclou documentació relativa a:
- Biennals Hispanoamericanes d'Art: Les Biennals Hispanoamericanes d'Art foren uns certàmens d'art contemporani, organitzats per l'Institut de Cultura Hispànica,que van comptar amb tres edicions i es van celebrar a Madrid (1951), a l'Habana (1954) i a Barcelona (1955), respectivament. Rafael Santos Torroella hi va tenir un paper destacat, en qualitat d'organitzador i membre del jurat. L'Arxiu conté els documents de gestió, la correspondència entre els organitzadors i els participants, a més de fotografies, catàlegs i articles de premsa. Cal destacar el text original del cèlebre discurs de Salvador Dalí “Picasso y yo”, pronunciat al Teatro María Guerrero de Madrid, l'any 1951, en el marc de la primera Biennal, en què arremet contra Pablo Picasso per titllar l'acte d'esdeveniment maquillador del règim franquista.
- Col·lecció fotogràfica: L'Arxiu compta amb més d'un miler de fotografies amb àlbums familiars de la família Santos Torroella, així com reportatges dels diferents esdeveniments culturals en què Rafael Santos i María Teresa Bermejo hi van prendre part. Entre aquests, cal destacar dos àlbums fotogràfics amb imatges del I Congrés de Poesia a Segòvia (1952), les fotografies del Pavelló Espanyol a la IX Triennal de Milà, així com el reportatge del casament de Rafael Santos amb María Teresa Bermejo – en què Joan Miró va ser el padrí de noces-, i les vacances a Cadaqués, juntament amb Salvador Dalí i d'altres artistes que també hi feien cap.
- Congressos de poesia: Els congressos de poesia de Segòvia (1952), Salamanca (1953) i Santiago de Compostela (1954) van ser una iniciativa de Rafael Santos Torroella. Els Congressos van ser la primera trobada de poetes de la península ibèrica en diferents llengües després de la Guerra Civil. Entre els documents més destacats a l'Arxiu, s'hi troben els àlbums fotogràfics de les diferents edicions, articles de premsa, documents de gestió, acreditacions dels participants, correspondència entre els organitzadors i els participants, publicacions generades en el marc de tots tres esdeveniments, etc.
- Correspondència: l'Arxiu compta amb més de 10.000 cartes, gairebé 2.000 corresponsals directes i més de 300 personalitats citades. Pintors, escultors, dibuixants, ceramistes, gravadors i d'altres artistes vinculats amb les arts plàstiques ocupen bona part del catàleg de la correspondència qui, juntament amb escriptors i poetes, fan gran el compendi de creadors presents a l'Arxiu. D'entre tota aquesta correspondència cal subratllar l'intercanvi de cartes entre Federico García Lorca i Salvador Dalí amb Pepín Bello, datades entre els anys 1925 i 1927, i la correspondència de Joan Miró amb el poeta Paul Éluard, amb l'escultor Alberto Giacometti, amb els pintors Henri Matisse i Georges Hugnet, amb el filòsof Jacques Maritain, amb els escriptors Max Jacob, Ramón Gómez de la Serna, Ernest Hemingway i Jacques Viot, amb el poeta Tristán Tzara i amb el crític d'art, Carl Einstein. Paral·lelament a la llarga llista de creadors, la correspondència de l'Arxiu també inclou un ampli repertori de personalitats relacionades de manera directa amb el món de la difusió cultural. No podria ser d'una altra manera: si la tasca creadora té sentit és perquè es nodreix d'una xarxa de suport que permet acostar les arts al públic i a la inversa. D'entre aquests mitjancers entre art i ciutadania, val la pena posar en relleu la nissaga Maragall, al capdavant de la històrica Sala Parés de Barcelona, la correspondència amb els propietaris de la Sala Gaspar, compromesa amb l'art d'avantguarda des de l'any 1909, a més de les grans galeries d'art parisines, lloc d'encontre d' artistes i intel·lectuals de talla internacional.
- Editorial Cobalto:[6] L'editorial fou un dels projectes més importants de Rafael Santos Torroella i María Teresa Bermejo. Cobalto va ser una editorial especialitzada en art, nascuda l'any 1947 a Barcelona. El contracte de fundació fou signat pel periodista, dibuixant i poeta, Josep Maria Junoy, en qualitat de director, Rafael Santos Torroella, com a subdirector i María Teresa Bermejo, com a secretària. L'Editorial també s'encarregava de la publicació de la revista «Cobalto, Arte antiguo y moderno». L'Arxiu conté documents de gestió de la societat – a més del contracte de fundació -, documentació organitzativa, fotografies i catàlegs de totes les exposicions, una mostra de les publicacions i revistes editades, l'únic número publicat de la revista «Joc Net», documents preliminars, reproduccions d'obres d'art i el segell de l'empresa, entre d'altres.
- Club Cobalto 49: la fusió entre els antics membres del col·lectiu ADLAN (Amics de l'Art Nou: 1932-1936) I l'editorial Cobalto, va donar lloc a la fundació de associació Club Cobalto 49, a l'any 1949 a Barcelona. Els socis fundadors van ser Rafael Santos, María Teresa Bermejo, Sebastià Gasch, Joan Prats, Joaquim Gomis, Sixt Illescas i Eudald Serra. L'objectiu de l'associació era la dinamització de l'art contemporani. L'Arxiu disposa dels catàlegs de les diferents exposicions, correspondència entre els fundadors i tercers, exemplars de la revista Cobalto 49, fotografies i documents de gestió.
- Dau al Set: Rafael Santos Torroella fou un col·laborador del grup artístic d'avantguarda de Dau, creat a Barcelona l'any 1948. Els membres fundadors van ser el poeta Joan Brossa, el filòsof Arnau Puig, els pintors Joan Ponç, Antoni Tàpies, Modest Cuixat i Joan-Josep Tharrats. Els documents sobre les dues exposicions celebrades, una mostra de gairebé la pràctica totalitat dels 56 números de la revista «Dau al set» i correspondència vinculada al grup, també es troben entre la documentació present a l'Arxiu.
- Escola d'Altamira: L'Escola d'Altamira va comptar amb dues edicions, a l'any 1949 i a l'any 1950, totes celebrades a Santillana del Mar. L'Escola fou un projecte impulsat pel pintor Mathias Goeritz amb l'objectiu d'impulsar l'avantguarda artística espanyola. Rafael Santos Torroella, entre d'altres personalitats, formava part del nucli organitzador. Sobre l'Escola d'Altamira l'Arxiu compta amb documents de gestió, fotografies, textos mecanografiats i manuscrits amb totes les conferències, catàlegs, programes d'actes i correspondència.
- Galeries Dalmau: Entre la documentació de l'Arxiu hi destaca el fons documental de les Galeries Dalmau de Barcelona. Les Galeries Dalmau van ser el principal focus de l'art d'avantguarda a Barcelona i, per extensió, a Catalunya. Van ser fundades a l'any 1906 pel pintor, marxant i restaurador, Josep Dalmau i Rafael (Manresa, 1867-Barcelona, 1937) i van cessar la seva activitat l'any 1930. El fons està constituït per documents textuals, però també conté fotografies i retalls de premsa. S'hi troba correspondència entre Josep Dalmau amb els artistes (Pablo Picasso, Salvador Dalí, Joan Miró, Francis Picabia, Juan Gris, Albert Gleziers, André Breton, etc)  a més dels catàlegs i les invitacions de les exposicions realitzades i els documents de gestió de les galeries. La documentació de les Galeries Dalmau constitueix un testimoni imprescindible per entendre el context artístic barceloní, però també mundial, de les primeres dècades del segle xx.[7][8][9]
- Homenatges i condecoracions: La tasca de Rafael Santos Torroella en favor de l'art va ser àmpliament reconeguda i homenatjada, abans i després de la seva mort. Entre aquests homenatges és imprescindible posar en relleu la documentació relativa a la concessió de la Creu de Sant Jordi, per part de la Generalitat de Catalunya l'any 1992, els homenatges de diferents institucions amb motiu del seu 80è aniversari, les làmines amb dibuixos dels alumnes de Belles Arts de la Facultat de Barcelona reconeixent-li la tasca de professor o la Medalla d'Or de les Belles Arts, concedida pel govern espanyol a l'any 1990. També cal destacar el seu discurs d'ingrés a la Reial Acadèmia Catalana de Belles Arts de Sant Jordi. Paral·lelament a tots els homenatges dedicats a la seva persona, Rafael Santos també fou l'impulsor d'actes de tribut a diferents personalitats. Sobre aquesta faceta, cal destacar l'homenatge al poeta Carles Riba, amb motiu del seu seixantè aniversari. A l'any 1953 un grup d'amics van dedicar-li un homenatge i un manifest signat per diferents personalitat. La recollida de signatures va anar a càrrec de Rafael Santos Torroella. Al catàleg de la correspondència s'hi troben totes les cartes enviades per Rafael Santos Torroella a diferents personalitats convidant-les a formar part de la relació de persones signants. Entre aquestes s'hi troben els poetes, Ildefonso Manuel Gil i Gerardo Diego, l'escriptor, Gregorio Marañón, els escultors, Cristino Mallo i Àngel Ferrant, l'actriu, Conchita Montes, entre molts d'altres.
- Premis d'art i literatura: L'Arxiu també compta amb documentació sobre premis d'art i literatura en què Rafael Santos Torroella va resultar premiat, hi va concórrer o va formar part del jurat. Alguns dels premis més destacats són el Premi Ciutat de Barcelona (en l'edició de l'any 1956 Rafael Santos va obtenir el primer premi per l'obra Hombre Antiguo), el Premio Boscán (en l'edició de any 1959, Santos Torroella va ser premiat per l'obra Cerrada Noche), la documentació generada amb motiu de les diferents edicions de la Fira del Dibuix de Barcelona i el Premio Camón Aznar (Saragossa) dedicat a les Arts.
- Triennal de Milà: L'arxiu disposa de documentació relativa a la IX Triennal de Milà a l'any 1951, en què Espanya va participar-hi per primera vegada. El projecte i la realització del pavelló espanyol d'aquest certamen d'art va anar a càrrec de l'arquitecte català Josep Antoni Coderch. Rafael Santos Torroella i María Teresa Bermejo van ser els encarregats de la selecció i la disposició de les peces exposades. S'hi van exposar talles romàniques, un quadre de Joan Miró, escultures d'Àngel Ferrant, Eudald Serra i Jorge Oteiza, peces d'orfebreria, teixits, gravats, ceràmica, etc. El certamen fou un èxit i va guanyar dos diplomes d'honor, cinc medalles d'or i altres reconeixements menors. A l'Arxiu s'hi troben catàlegs, reproduccions de les obres participants, correspondència entre Coderch i el matrimoni Santos Torroella i tercers, postals, factures i altres documents de gestió, articles de premsa i fotografies.
- Zero Figura: L'Arxiu també compta amb fotografies, documents de gestió, correspondència i catàlegs d'exposicions organitzades per aquest grup artístic, format a Barcelona per Rafael Santos Torroella i els artistes Joan Vilacasas, Joan Josep Tharrats, Joan Hernández Pijuan i Joan Claret.